# Jacques Borel (football)
Pour les articles homonymes, voir Borel et Jacques Borel.
Jacques Borel est un footballeur français né le 21 novembre 1959 à Carpentras (Vaucluse) et mort le 21 mai 1980 à Moulins (Allier).

## Biographie
Défenseur de formation pouvant aussi jouer milieu et ailier, il est formé à Carpentras avant de rejoindre le LOSC puis d'intégrer l'AS Saint-Étienne en 1976.
Borel se tue dans un accident de la route en 1980 alors qu'il vient d'intégrer le groupe professionnel. Une voie de communication derrière le stade Geoffroy-Guichard est baptisée en sa mémoire.